# Roccia zebrata
La zebra rock, traducibile in italiano come roccia zebrata, è un litotipo caratteristico della formazione di Ranford nell'Australia occidentale (distretto di Kununurra, Kimberley), scoperto nel 1924.

## Caratteristiche ed origine
Si caratterizza per una tessitura molto fine, uniforme, con bande chiare che si alternano a bande di colore ocraceo. Il minerale prevalente è dato dalla caolinite, con arricchimenti in ematite in corrispondenza delle bande colorate più scure.
Il periodo di formazione risale al proterozoico superiore o al precambriano, databile a circa 600 milioni di anni.
Attualmente questa roccia si rinviene in formazioni con aspetto di lenti allungate con uno spessore massimo di circa 60 centimetri per una lunghezza variabile da pochi metri fino a chilometri.
Le bande sono solitamente ad andamento parallelo o sub-parallelo al piano di giacitura ma occasionalmente si rinvengono frammentate in barrette, bolle o corte bande quasi perpendicolari alla disposizione principale.

## Indagini sulla formazione delle bande
La modalità di formazione di queste bande non è del tutto chiara, ma sicuramente hanno giocato un ruolo fenomeni di diffusione.
Il modello di Liesegang inizialmente proposto per spiegare formazione di tali strutture è risultato incompatibile con altre caratteristiche tipiche di queste rocce.
Per esempio, le bande di tipo Liesegang seguono una spaziatura geometrica mentre le rocce zebrate possiedono una spaziatura regolare.
Le indagini compiute sulla roccia mostrano che le particelle di ematite e caolinite hanno un'orientazione preferenziale comune.
Queste caratteristiche possono essere spiegate come un effetto residuale di una fase a cristalli liquidi di dimensioni centimetriche che si è verificata nel corso del precambriano. 
L'ordine nematico è fondamentalmente correlato alla caolinite ed il suo ammontare varia in relazione alla consistenza delle bande: esso è maggiore nelle zone bianche, principalmente composte da placchette di quarzo e caolinite e minore nelle zone rosso-brune, composte invece in prevalenza da particelle di quarzo ed ematite uniformemente distribuite sulla loro superficie.
Le piccole dimensioni delle particelle di ematite ed il loro orientamento preferenziale suggeriscono una loro formazione per crescita epitassiale su caolinite.
Le loro proprietà, come il debole ferromagnetismo delle particelle di ematite e la loro associazione nematica con le placchette di caolinite, richiamano quelle dei composti ferronematici sintetici.
Si tratta della prima osservazione di fenomeni ferronematici e transizioni di Freederickzs in una formazione geologica.